# Liste der Skisprungschanzen in Sachsen
Die Liste der Skisprungschanzen in Sachsen enthält alle in Betrieb genommen Skisprungschanzen im deutschen Bundesland Sachsen. Seit dem Jahr 1924 stehen in den beiden Orten Bad Elster und Geyer die ältesten existierenden Schanzenanlagen.

## Überblick
| Ort Lage                    | Name der Skisprungschanze | Schanzengröße                            | Baujahr          | Umbauten                                          | Verein                        | Kurzdarstellung und Bild |
| --------------------------- | ------------------------- | ---------------------------------------- | ---------------- | ------------------------------------------------- | ----------------------------- | --- |
| Bad Elster (Lage)           | Elsterschanzen            | K 45, K 17, K 7                          | 1924             | 1959, 1998–1999                                   | SG Medizin Bad Elster         | K 45 Meter Schanze (Links), K 17 und K 7 (Rechts) |
| Breitenbrunn (Lage)         | Steinbachtalschanze       | HS 8                                     | 1982             | 2014                                              |                               | Anfang der 1980er Jahre entstand die Steinbachtalschanze, die bis heute keine Matte besitzt. Im Jahr 2014 wurde sie umgebaut. |
| Dittersbach (Lage)          | Schulbuschschanze         | K 24, K 14, K 5                          | 1952             | 1985, 2002, 2012                                  | SV Blau-Weiß Dittersbach      | Anfang der 1950er Jahre wurde bereits in Dittersbach bei Frauenstein im Erzgebirge auf der Schulbuschschanze gesprungen. Die K 20- und K 10-Schanze wurden Mitte der 1980er Jahre wieder aufgebaut. Im Jahr 2012 wurden beiden größeren Schulbuschschanzen zur K 24 und K 14 umgebaut. |
| Eilenburg (Lage)            | Josef-Dotzauer-Schanzen   | HS 38, K 19, K 8                         | 1958             | 1999                                              | SV Lok. Eilenburg             | |
| Einsiedel (Lage)            | Pionierschanzen           | K 17, K 13                               | 1971             | 2017                                              | Einsiedeler SV                | Im Jahr 1971 wurden die zwei Pionierschanzen mit Stahlanlaufturm an der Kreuzung Mühlberg / Schwarzer Weg in Einsiedel errichtet. Im Jahr 2017 wurden die Matten erneuert. Die beiden Schanzen werden heutzutage nur noch zu Trainingszwecken benutzt.                                 |
| Geyer (Lage)                | Max-Liesche-Schanzen      | K 40                                     | 1924             | 1947, 1960 1985–1986, 2003, 2012                  | SSV Geyer                     | |
| Geyer (Lage)                | Eric-Frenzel-Schanzen     | K 25, K 15, K 9                          | 1961             | 1990–1991, 1998, 2009–2011                        | SSV Geyer                     | |
| Geyer (Lage)                | Greifenbachtalschanzen    | K 5                                      | 2020             |                                                   | SSV Geyer                     | |
| Grüna (Lage)                | Gußgrundschanzen          | K 39, K 20, K 12, K 5                    | 1956, 1966       | 1966, 1980, 1989, 2003, 2011                      | WSV Grüna                     | Erstes Bild von Links: K39 Meter Schanze, Zweites Bild Rechts: K20 Meter Schanze (Links), K12 Meter Schanze (Mitte) und K5 Meter Schanze (Rechts) |
| Johanngeorgenstadt (Lage)   | Erzgebirgsschanzen        | HS 56, K 36                              | 1965             | 1978, 1993/94, 2005                               | WSV 08 Johanngeorgenstadt     | HS 77 (Links), HS 56 (Mitte) und K 36 (Rechts) |
| Johanngeorgenstadt (Lage)   | Schanze am Eisstadion     | K 20,5                                   | 1965             | 1978, 1993/94, 2005                               | WSV 08 Johanngeorgenstadt     | |
| Johanngeorgenstadt (Lage)   | Minischanze               | K 13                                     | 1965             | 1978, 1993/94, 2005                               | WSV 08 Johanngeorgenstadt     | |
| Klingenthal (Lage)          | Schanze am Marktplatz     | K 8                                      | 2017             |                                                   | VSC Klingenthal               | K 8 Schanze |
| Klingenthal (Lage)          | Vogtland Arena            | HS 140                                   | 2006             |                                                   | VSC Klingenthal               | Vogtland Arena |
| Klingenthal (Lage)          | Vogtlandschanzen          | HS 85, HS 68, K 40, K 25, K 15, K 10     | 1933             | 1960, 1972, 1996, 2012–2013, 2020–2022            | VSC Klingenthal               | |
| Kottmar (Lage)              | Kottmarschanzen           | K 51, K 28, K 4                          | 1968             | 1973, 2004, 2014–2015                             | SC Kottmar                    | Blick von den Kottmarschanzen |
| Oberwiesenthal (Lage)       | Fichtelbergschanzen       | HS 105, K 64, K 51, K 36, K 15, K 9, K 4 | 1938             | 1954, 1972–1974, 1991, 2000–2001, 2013, 2018–2019 | WSC Erzgebirge Oberwiesenthal | Fichtelbergschanzen |
| Pöhla (Lage)                | Pöhlbachschanze           | HS 66, K 20, K 10                        | 1949             | 1958, 1964–1968, 2000, 2023                       | SV Fortuna Pöhla              | Schanzenanlage |
| Rittersgrün (Lage)          | Hammerbergschanze         | K 20                                     | 1986             |                                                   | FSV Rittersgrün               | |
| Rodewisch (Lage)            | Steinbergschanzen         | K 45, K 32, K 12, K 8                    | 1980             | 2006                                              | WSG Rodewisch                 | Erstes Bild von Links: K8 Meter Schanze (Links) und K12 Meter Schanze, Zweites Bild Rechts: K32 Meter Schanze (Links) und K45 Meter Schanze |
| Scheibenberg (Lage)         | Scheibenbergschanzen      | K 30, K 14, K 8                          | 1972             | 1999, 2017                                        | SSV 1846 Scheibenberg         | |
| Sohland an der Spree (Lage) | Tännichtschanzen          | K 28, K 14, K 3                          | 1972, 2016       | 2015–2016                                         | Skiclub Sohland               | K3 Meter Schanze (Links), K14 Meter Schanze (Mitte) und K28 Meter Schanze (Rechts) |
| Spitzkunnersdorf (Lage)     | Forstenschanze            | K 40                                     | 1969             | 1988, 2005                                        | TSV 1861 Spitzkunnersdorf     | |
| Spitzkunnersdorf (Lage)     | Kleine Forstenschanze     | K 18                                     | 1969             | 1988, 2005                                        | TSV 1861 Spitzkunnersdorf     | |
| Spitzkunnersdorf (Lage)     | Schülerschanze            | K 8, K 3                                 | 1969             | 1988, 2005                                        | TSV 1861 Spitzkunnersdorf     | |
| Stützengrün (Lage)          | Raumschanzen              | K 30, K 15, K 8                          | 1978             | 1986, 2008–2012                                   | Skiverein Stützengrün         | |
| Zschopau (Lage)             | Zschopenbergschanzen      | K 44, K 24, K 15                         | 1950, 1975, 1979 | 1985, 1992, 2013                                  | SV Nordisch/Alpine Zschopau   | |